# Parafia św. Jana Chrzciciela w Kędzierówce
Parafia pw. św. Jana Chrzciciela w Kędzierówce – parafia rzymskokatolicka, należąca do archidiecezji warszawskiej, do dekanatu czerskiego. 

## Historia
Parafia została erygowana w 1976 roku przez kard. Stefana Wyszyńskiego z części parafii Prażmów. Kościół zbudowano w 1958 roku.
W parafii posługują księża archidiecezjalni.
Pierwszym proboszczem mianowany był ksiądz Zygmunt Prokop. 6 kwietnia 1999 roku dokonana została rozbiórka kościoła. 10 marca 1999 r. rozpoczęto budowę nowego kościoła. 18 maja 1999 roku został wmurowany kamień węgielny. Pierwsza Msza św. w obecnym kościele odbyła się 10 października 1999 roku. 

## Proboszczowie parafii (od 1997)
- ks. kan. Ryszard Tomaszkiewicz (1997–2022)
- ks. kan. Krzysztof Woźniak (2022–nadal)[2]

## Obszar parafii

### Miejscowości i ulice
Do parafii należą wierni z miejscowości:

- Gabryelin,
- Jaroszowa Wola,
- Jeziórko-Ustanówek,
- Kędzierówka,
- Krępa,
- Krupia Wólka,
- Parcela,
- Piskórka,
- Ustanów,
- Uwieliny.